# Ед Ширан
Едвард Кристофер Ширан (енгл. Edward Christopher Sheeran; Халифакс, 17. фебруар 1991) британски је кантаутор и текстописац.

## Биографија
Одрастао је у Фрамлингаму у Сафоку, а 2008. се преселио у Лондон како би наставио музичку каријеру.
Почетком 2011. године Ширан је издао независан ЕП (име којим се називају музичке плоче или ЦД-ови који су предугачки да би били синглови, а прекратки да би били албуми) под називом No. 5 Collaborations Project који је привукао пажњу Елтона Џона и Џејми Фокс. Исте године потписао је уговор за Asylum Records и издао дебитантски албум под називом +. Албум садржи синглове А тим (The A Team) и Лего кућица (Lego House). Албум је сертификован петоструком платином у Уједињеном Краљевству. У 2012. години, Ед је освојио две награде БРИТ - за најбољи мушки и уопштени пробој на сцени.
Године 2013. је компоновао нумеру Видим ватру за други наставак филма Хобит - Шмаугова пустошења, који је премијерно приказан 12. децембра на Новом Зеланду. За нумеру је он сам свирао све инструменте, осим чела.

## Каријера
Ширан је започео да се бави снимањем музике 2005. године када је издао свој први независан ЕП:  The Orange Room EP. 2008. године се преселио у Лондон и почео је да свира на малим местима. Исте године отишао је на аудицију за телевизијски шоу Britannia High. У наредном периоду је пуно наступао по мањим местима и издао је још неколико ЕПова.
У априлу 2010. године је отишао у Лос Анђелес без претходно договореног ангажмана. Наступао је по разним деловима града док није био примећен од комедијског канала The Foxxhole Џејми Фокс која се импресионирала њиме и понудила му је свој студио. Током 2010. развио је свој You tube канал и почео да стече обожаваоце.
Издао је још 2 ЕПа, пре издавања No. 5 Collaborations Project који је већ у првој недељи продао у преко 7.000 примерака и којим је придобио ширу пажњу. Три месеца касније је организовао бесплатан концерт за око 1.000 својих фанова, да би недуго после и потписао уговор са Asylum / Atlantic Records.
Дана 26. априла 2011. године појавио се на ТВ емисији Later... with Jools Holland на којој је и извео свој дебитни сингл А тим из албума "+". Продат у првој недељи у 58.000 примерака, а до краја године у преко 800.000, А тим је постао најпродаванији дебитни и осми најпродаванији сингл уопште у 2011. години.
Након што је чула његове песме Тејлор Свифт је контактирала Ширана за време његове турнеје по Аустралији у марту 2012. године. Остварили су сарадњу на песми Све се променило, где је Ед био коаутор и један од вокала. Ова нумера је уједно била и прва песма на Тејлорином четвртом по реду албуму Црвено.
У априлу 2014. године, Ширан је показао своју хуманост када га је преко друштвених мрежа контактирала породица и пријатељи једне његове петнаестогодишње обожаватељке која је била тешко оболела од цистичне фиброзе. Након што се Ширан преко кампање #SongForTri упознао за случај петнаестогодишње Трионе Пристли којој је здравље нагло опало. Ширан је обожаватељку назвао на телефон и отпевао јој је њену омиљену песму Мала птица. Док је он певао, Триона је заспала, а неколико минута потом је и умрла. Пристлијев брат се касније и формално захвалио Ширану:
Оно што су пружили нама и Триони био је леп последњи заједнички тренутак. Док је Ед певао, Триона је заспала и недуго потом је и преминула.

## Награде и номинације
Године 2011. је номинован и освојио је награду најбољег уметника у успону за исту годину од стране BT Digital Music Awards. Номинован је за MOBO награду за најбољег новајлију, његова песма You Need Me, I Don't Need You је предложена за UK Music Video Awards, а као уметник у успону номинован је и освојио награду Q.
Године 2012, је освојио две БРИТ награде - за најбољи успон у Британији и за британског мушког соло уметника. Поред тога, за исту награду су му били номиновани и албум и песма А тим. Добио је номинације као најбољи интернационални уметник за ARIA музичку награду, за најбољу мушку улогу, албум и песму за МОВО награду, за МТВ европску музичку награду и светску музичку награду као музички аутор са најбољом продајом и најбољи предузетник у години. Те године освојио је Ivor Novello награду за песму Тим А.
Године 2013. номинован је Греми са песмом А тим и за награду MuchMusic Video Awards за интернационални видео године за песму Дај ми љубав.
Године 2014. је номинован за два Гремија, за најбољег уметника и за албум године, као истакнутог аутора албума Тејлор Свифт Црвено.

## Дискографија
- + (2011)
- × (2014)
- ÷ (2017)
- No.6 Collaborations Project (2019)
- = (2021)
- − (2023)
- Autumn Variations (2023)
- Play (2025)